# 竇兢
竇兢（?—?），字思慎，一字思谨，唐朝官员，出自河南窦氏，窦德玄之孙，窦怀贞的侄子。

竇兢考中了明经科，担任英王（李显）府参军、尚乘直长。调任郪县（今四川省三台县）县令，竇兢在任，修整驛舍道路，设冠礼、婚礼、丧礼的纪法，百姓感激他的恩德。杨炯为了称颂他，作《郪县令扶风窦兢字思谨赞》：
窦兢为宰，其身自正。极深研几，穷理尽性。朗如日月，清如水镜。化若有神，途歌里咏。